# Jules Salles
Pour les articles homonymes, voir Salles.
Jules Salles est un peintre français né à Nîmes (Gard) le 14 juin 1814 et mort dans cette même ville le 30 décembre 1900.
Réputé pour ses portraits d'abord, puis pour ses scènes de genre, il est aussi célèbre à Nîmes comme donateur de la Galerie Jules Salles.

## Biographie
Né à Nîmes le 14 juin 1814 dans une famille prospère de négociants en soierie, après des études secondaires à Lyon jusqu'au baccalauréat, Jules Salles revient à Nîmes et débute pour complaire à sa famille une carrière commerciale en s'associant avec son cousin Cauzid de 1835 à 1838. Doué de multiples talents qui ont amené un de ses professeurs à lui conseiller de préparer l'École polytechnique, et lui-même à envisager de faire carrière comme flûtiste dans l'orchestre du théâtre, il finit par se vouer à la peinture. 
Après un début de formation à l'école de dessin de sa ville natale où il obtient un prix de peinture en 1839, il se perfectionne durant trois mois à l'Académie des beaux-arts de Nîmes auprès du peintre nîmois Numa Boucoiran, puis s'installe à Paris pour fréquenter, grâce à Charles Jalabert et également durant trois mois, l'atelier de Paul Delaroche.
Dès lors, il voyage en Italie et visite les musées de Rome, Naples et Venise, des villes où il retournera fréquemment tout au long de sa vie. En 1841, il commence à exposer à Nîmes à la Maison carrée avec un certain succès, grâce à des portraits : son père, le président Teulon en robe rouge, le recteur Nicot en robe de soie violette avec  rabat de dentelles et le docteur Castelnaud.
Il épouse le 29 décembre 1846 Mélina Boissier, fille d'un pasteur devenu conseiller de préfecture. Ne pouvant avoir d'enfant, les époux adoptent en 1857 Marie-Hélène Daumas, onzième fille du pasteur François Daumas. 
Il est élu membre de l'Académie de Nîmes le 13 juillet 1850 ; il en sera président pour l'année 1861.  
Il débute au Salon de Paris en 1859, année au cours de laquelle son épouse meurt. Il se remarie en 1865 avec Adélaïde Wagner, également artiste peintre connue sous le nom d'Adélaïde Salles-Wagner. Tous deux exposent avec succès à Amiens, Nîmes, Montpellier, Clermont-Ferrand, Caen et Paris.
En 1862, il adhère au Félibrige.
En 1900, Jules Salles offre ses dernières toiles à la ville, son jubilé académique est fêté en juin et il meurt le 30 décembre, léguant la somme de 10 000 francs à l'Académie dont il était le doyen. Il est inhumé au cimetière protestant de Nîmes.
Il a donné son nom à un prix de l'Académie de Nîmes, qui n'est cependant plus décerné.

## Œuvres dans les collections publiques
- Annecy, musée-château : 

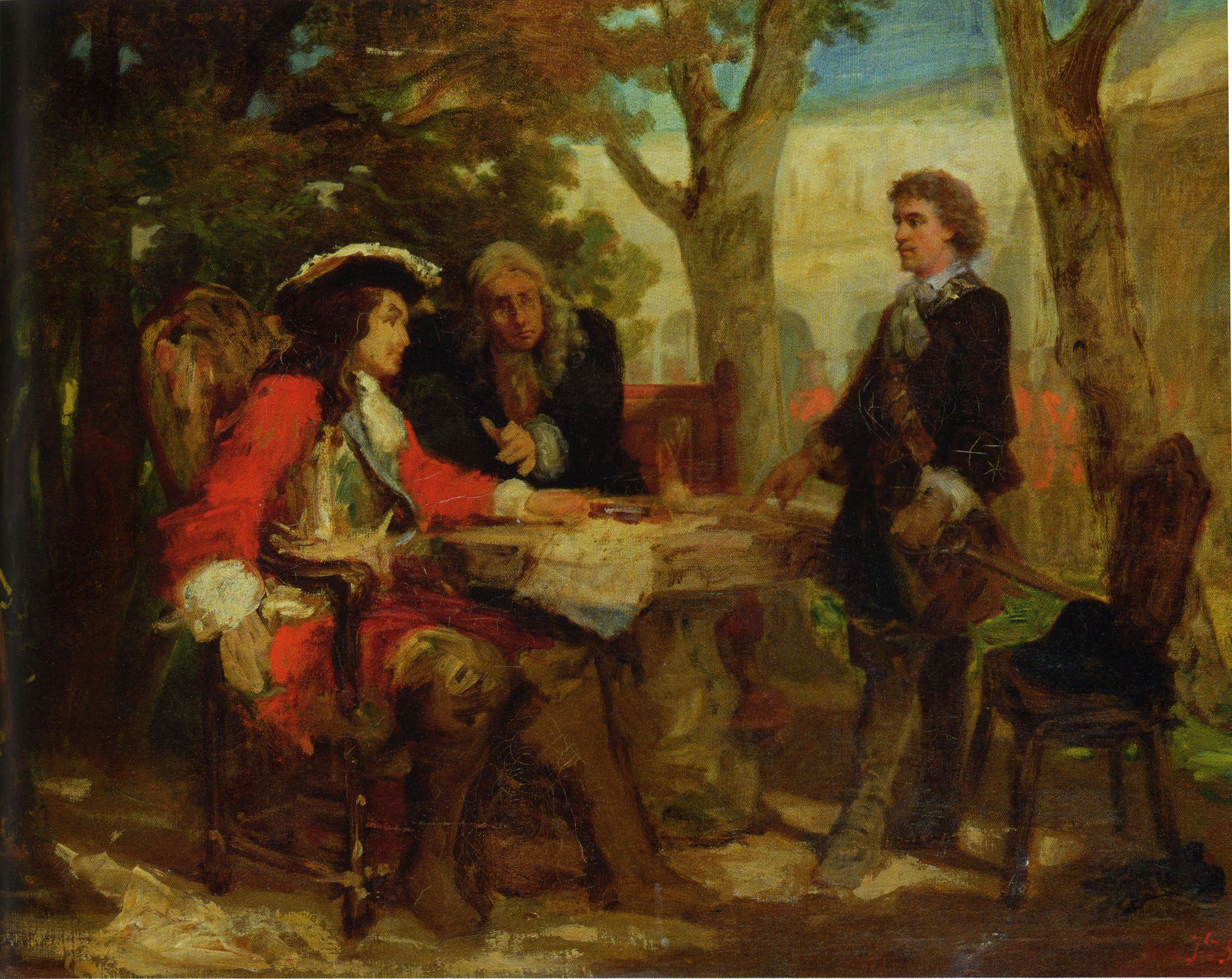
Entrevue de Jean Cavalier, chef camisard et de Claude Louis Hector de Villars, maréchal de France, à Nîmes le 16 mai 1704, vers 1865, musée des Beaux-Arts de Nîmes.

  - La Toilette du dimanche, huile sur toile, présentée au Salon de 1864 (77.457).
- Carpentras, musée Sobirats : 
  - Jeune fille au puits, huile sur toile.
- Grenoble, musée de Grenoble :
  - Le Meunier, son fils et l'âne, 1855, huile sur toile[7],[8].
- La Rochelle, musée des Beaux-Arts : 
  - Jeune Italienne, dite l'Attente, 1870, huile sur toile.
- Montpellier, musée Fabre : 
  - Arlésienne, 1845, pastel[9].
- Nîmes, musée des Beaux-Arts :
  - Autoportrait à 80 ans, 1894, huile sur toile (IP 540) ;
  - Le Père de l'artiste, 1843, huile sur toile (IP 1655) ;
  - Adélaîde Salles-Wagner, sa seconde épouse, huile sur toile (IP 1767) ;
  - Auguste Pelet, 1852, huile sur toile (IP 1611). Archéologue et oncle de sa première épouse ;
  - Émilien Dumas, 1859, huile sur toile (IP 2241). Géologue né à Sommières, érudit et collectionneur ;
  - Portrait d'homme, huile sur toile (IP 1714) ;
  - Femme de profil, huile sur toile, monogrammé (IP 1721) ;
  - Jeune femme, huile sur toile (IP 541) ;
  - Maria Abruzzeze (Pasqua Maria, enfant des Abruzzes), huile sur toile inachevée (IP 1702) ;
  - La petite Joueuse de violon, huile sur toile (IP 1699). Réplique de la toile présentée au Salon de 1872 qui fut son premier grand succès parisien et le fit remarquer par la maison Goupil qui lui acheta dès lors nombre de toiles ;
  - La Nymphe des eaux de Cauterets, 1894, huile sur toile (IP 2340) ;
  - Le Signal, jeune fille de Capri, huile sur toile, présentée au Salon de 1886 (IP 1694). Jules Salles raconte dans ses Mémoires[10] que, sur le conseil de Sarah Bernhardt, de passage à Nîmes, il a grandement amélioré son sujet en rallongeant le visage de la jeune fille ;
  - Jeune Suissesse, huile sur toile (IP 1682) ;
  - Bouquetière suisse, huile sur toile (IP 1707) ;
  - Jeune Italienne avec son petit frère sur les bras, huile sur toile (IP 1666) ;
  - Italienne allant à la fontaine avec son enfant, 1897, huile sur toile (IP 1659) ;
  - Rêve d'amour, huile sur toile (IP 1713) ;
  - Offrande à l'Amour, huile sur toile (IP 1697) ;
  - Entrevue de Jean Cavalier, chef camisard, et de Claude Louis Hector de Villars, maréchal de France, à Nîmes dans l'ancien couvent des Récollets, le 16 mai 1704, 1865-1896, huile sur toile (IP 1485) ;
  - Jeanne d'Arc écoutant les voix, 1894, huile sur toile (IP 1716) ;
  - Picciola, huile sur toile, d'après le roman éponyme de Joseph-Xavier Boniface dit Saintine (IP 2339) ;
  - Vendue en détail, dit aussi Jeune fille vendant sa chevelure pour acheter du pain, d'après la nouvelle éponyme de Gabriel-Jules Janin[11], huile sur toile (IP 2265) ;
  - Roméo et Juliette, huile sur toile, don de Mme Noël en 1982 ;
  - Le Bouquet de violettes, huile sur toile (IP 1700) ;
  - Jeune femme endormie après la lecture, huile sur toile (IP 1712) ;
  - Le Café de la marquise huile sur toile (IP 1769).

Œuvres de Jules Salles
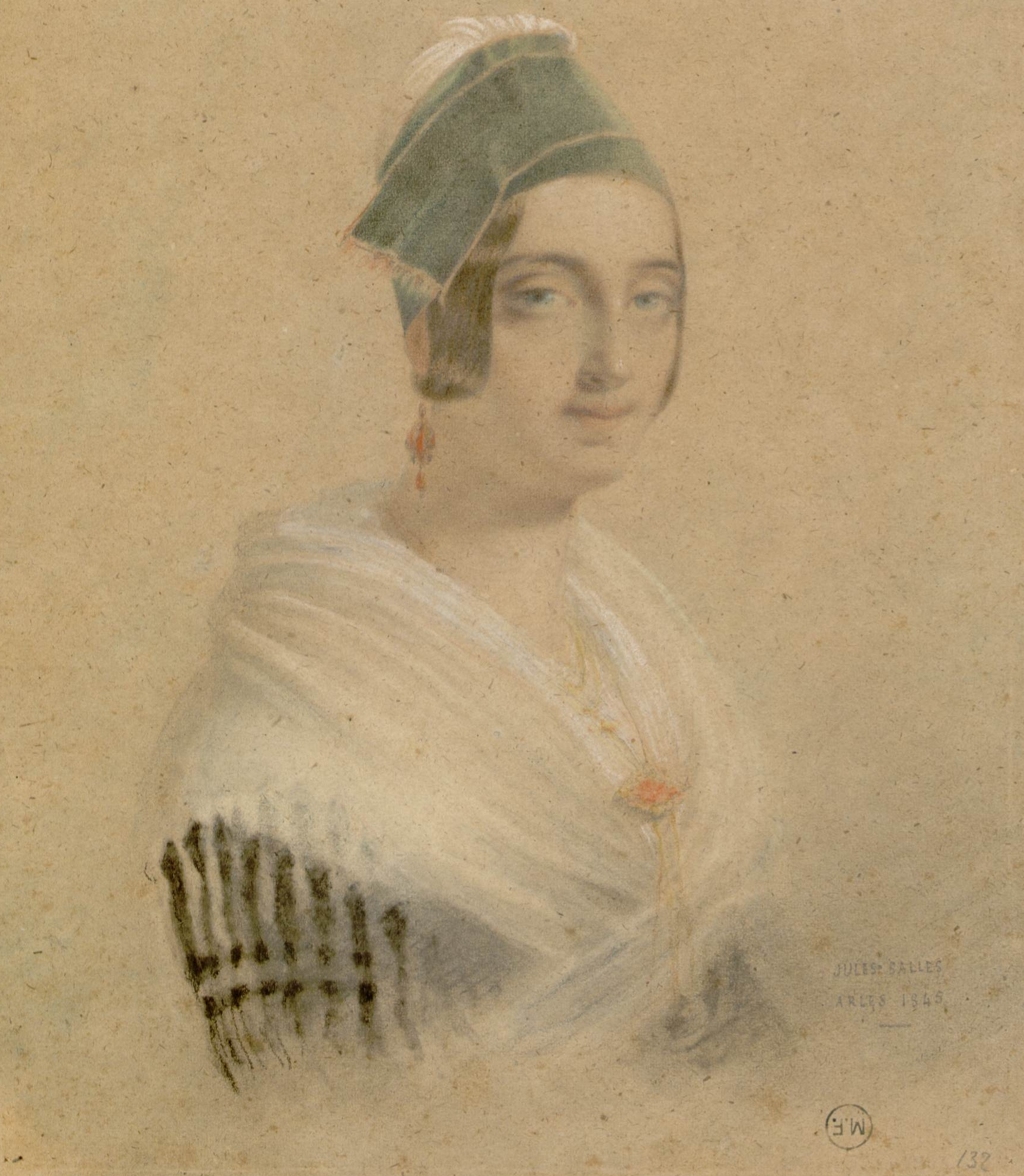
Arlésienne, 1845, Montpellier, musée Fabre.
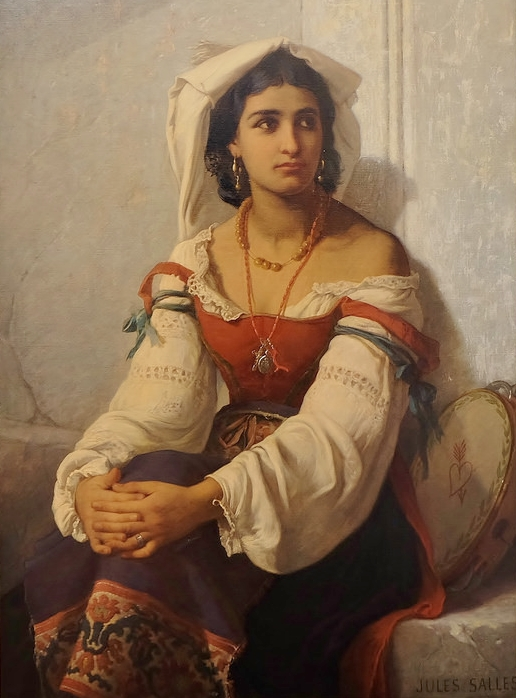
Jeune Italienne, dite l'Attente, 1870, musée des Beaux-Arts de La Rochelle.
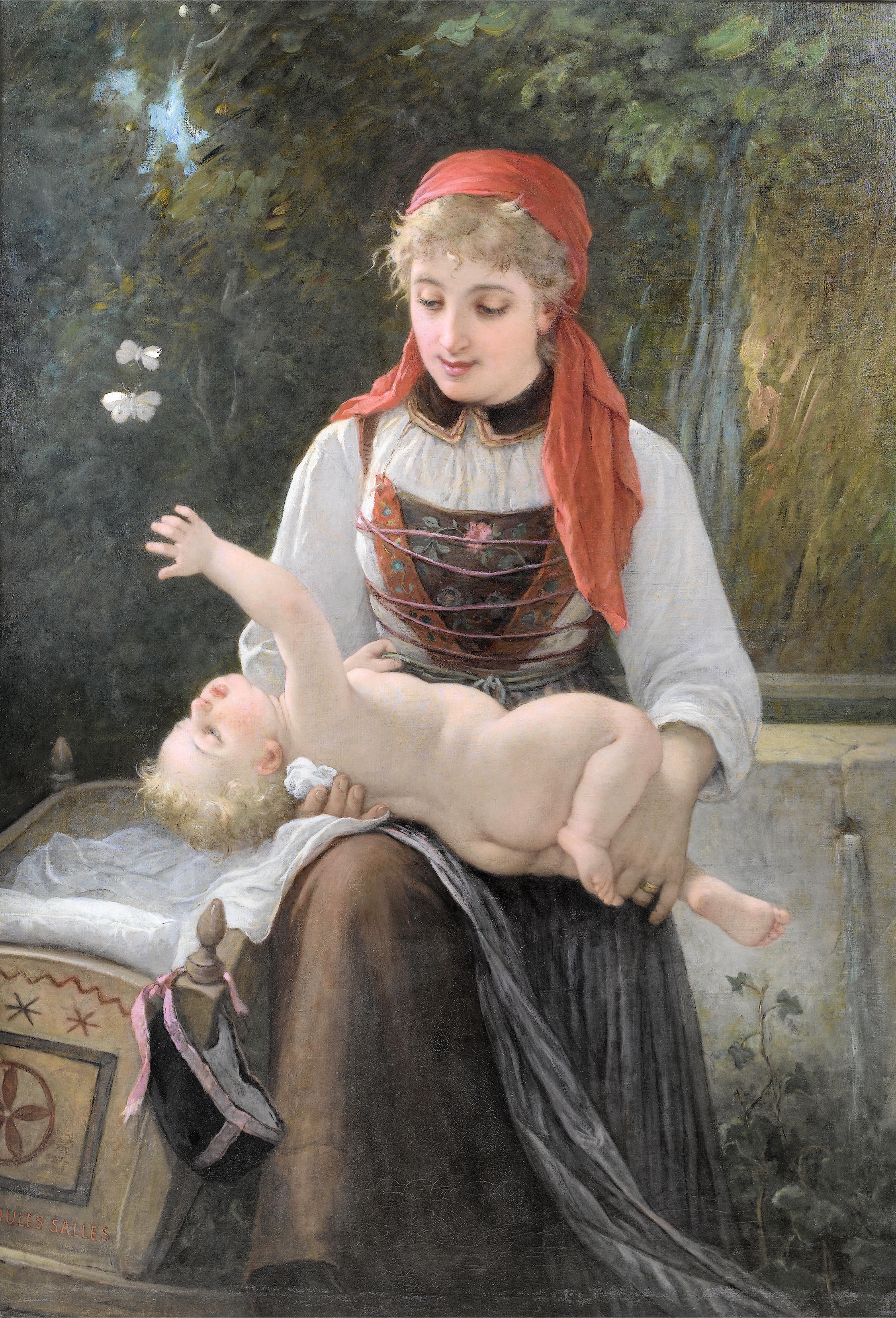
La Valaisane 	vers 1887, localisation inconnue.
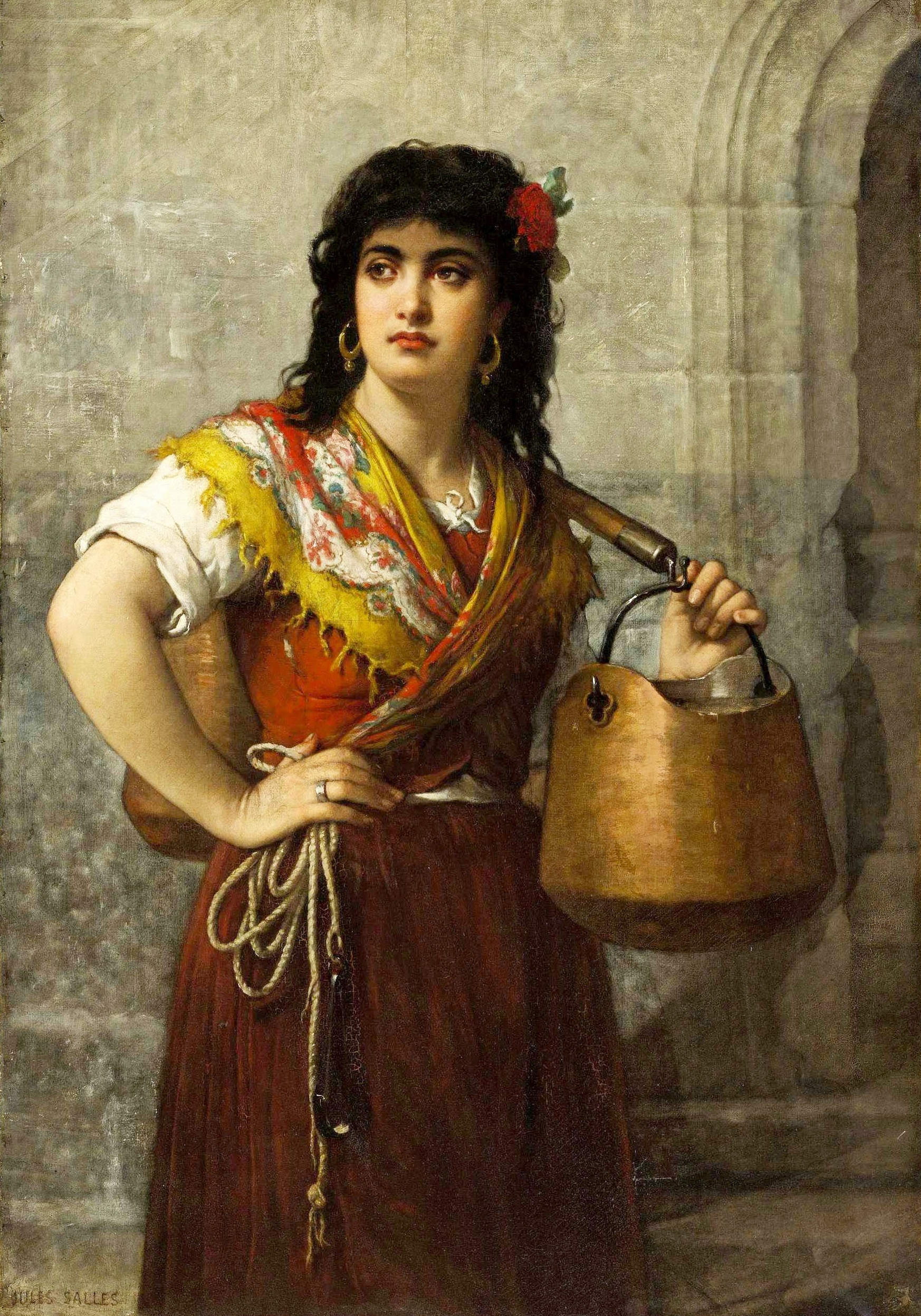
La Porteuse d'eau, localisation inconnue.
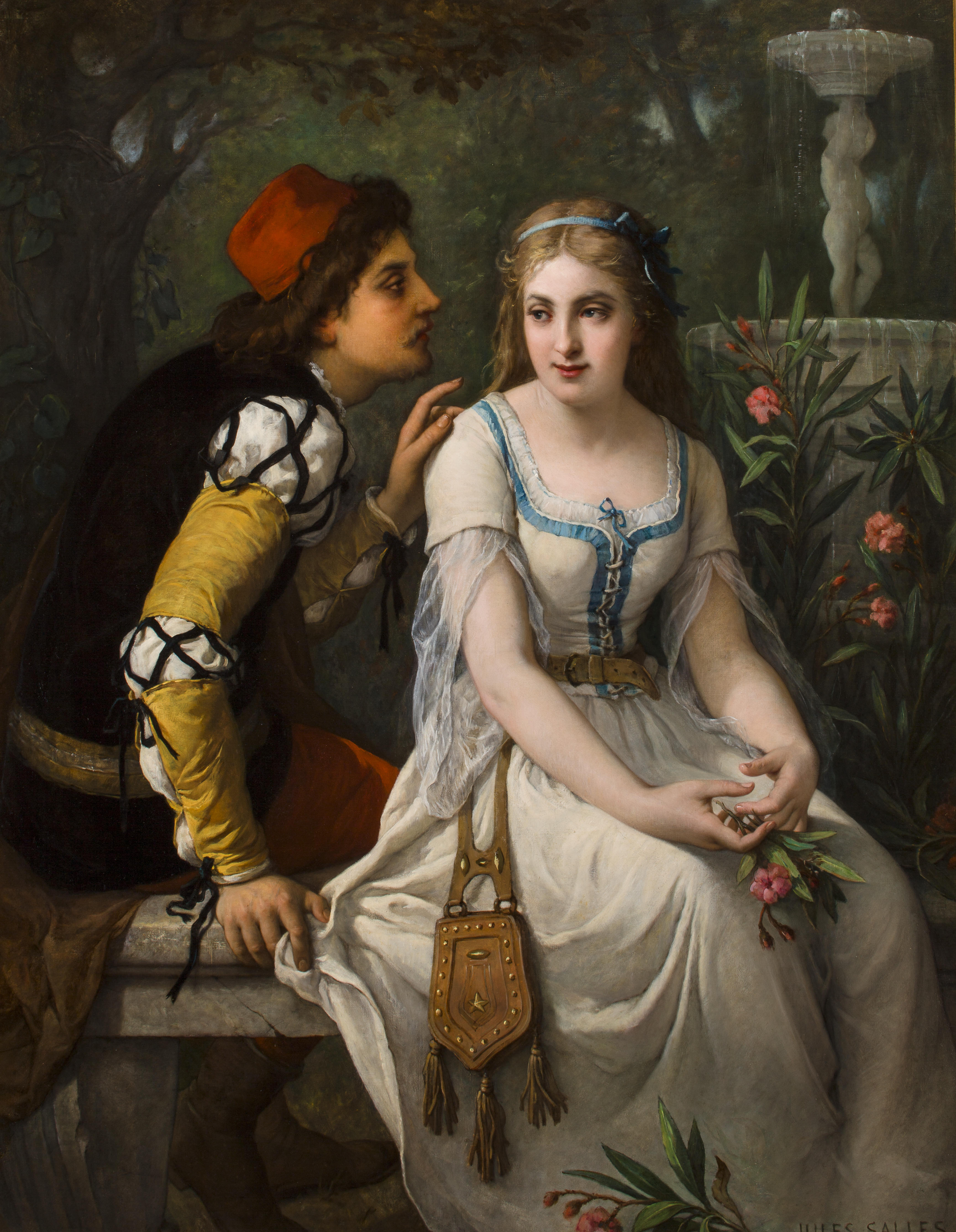
Roméo et Juliette, localisation inconnue.

## La Galerie Jules Salles

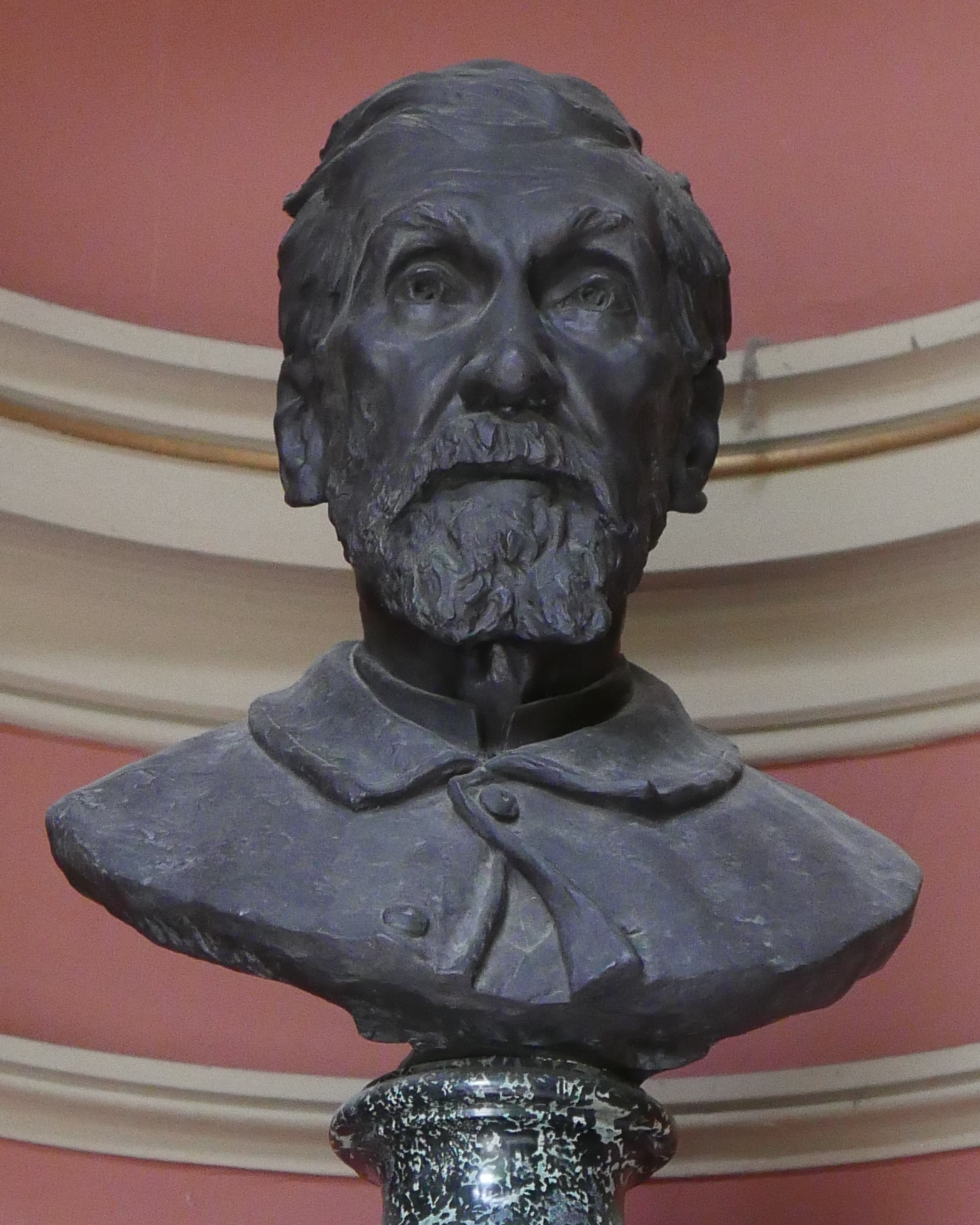
Joseph Wipff, Jules Salles, 1895, Nîmes, Galerie Jules Salles.

Le 5 mai 1894 est inaugurée à Nîmes la Galerie des arts que Jules Salles a fait construire par l'architecte nîmois Max Raphel (1863-1943) et dont il fait donation à sa ville natale dès le 5 juillet de la même année. En reconnaissance, cette galerie porte son nom et fut dédiée, un temps, à la présentation de son œuvre et de celle de son épouse. Elle est désormais exclusivement consacrée à des expositions artistiques temporaires. Les deux statues allégoriques en marbre représentant La Peinture et La Musique ornant la façade ont été réalisées par le sculpteur nîmois Léopold Morice, alors que la décoration ornementale fut sculptée par deux autres Nîmois, Brémond-Boissier et Léopold Mérignargues.